# Темерін Олексій Сергійович
Олексій Сергійович Темерін (* 1 жовтня 1923) — радянський російський кінооператор, режисер, педагог. Заслужений діяч мистецтв РРФСР (1969).Член Спілки кінематографістів СРСР.

## Біографічні відомості
Закінчив Всесоюзний державний інститут кінематографії (1952, майстерня Е. Тіссе), де викладає з 1959 р.
З 1955 р. працював на «Мосфільмі». Працював другим оператором з Сергієм Урусевським. Перша самостійна робота — «Саша вступає в життя» (1957).
Зіграв епізодичну роль у кінокартині «Як гартувалася сталь» (1942).
Зняв фільми за сценаріями Олександра Довженка: «Повість полум'яних літ» (1961) та «Зачарована Десна» (1964).

## Фестивалі та премі
- 1961 — Приз вищої технічної комісії французької кінематографії за операторську майстерність на XIV МКФ в Канні: за фільм «Повість полум'яних літ»
- 1966 — Приз за образотворче рішення на МКФ в Сан-Себастьяні: за фільм «Зачарована Десна»

## Фільмографія
- «Сорок перший» (1956, 2-й оператор)

Оператор-постановник
- «Тугий вузол»/ «Саша вступає в життя» (1956—1957, прем'єра у 1988)
- «Дівчина з гітарою» (1958)
- «Повість полум'яних літ» (1961, у співавт.) — перший радянський широкоформатний фільм
- «Зачарована Десна» (1964)
- «Залізний потік» (1967)
- «Я його наречена» (1969)
- «Зірки не гаснуть» / Ulduzlar Sönmür (1970—1971)
- «На Півночі, на Півдні, на Сході, на Заході» (1972)
- «Єдина дорога»/ «Okovani soferi» (1974)
- «Молодість з нами» (1978)
- «Небезпечні друзі» (1979, у співавт.)
- «Активна зона» (1979, у співавт.)
- «За законами воєнного часу» (1982)